# Дадиани, Мамиа III
Мамиа III Дадиани (? — 1533) — Владетельный князь (мтавар) Мегрелии (1512—1533)

## Происхождение
Был сыном Владетельного князя Мегрелии Липарита II (1482—1512)

## Биография
Вместе с владетелем Гурии Мамией I Гуриели, совершил поход на Джикети, первоначально победа была на их стороне, но в результате предательства части войска поход окончился трагически — оба были захвачены в плен, после чего Дадиани был убит.

## Семья
Был женат на некой Элисабед, в этом браке родились:
- Леван I, владетельный князь Мегрелии (1532—1546)

так же вероятно его сыновьями были:
- Батулиа Дадиани, князь Саджавахо. Был женат на дочери черкесского князя, родной сестре супруги царя Имерети Георгия II, которую впоследствии отнял у него его племянник Георгий III
- Георгий Липартиани, князь Салипартиано. Был женат на княжне Таджи (в монашестве Теброния) Амилахвари в этом браке родились:
  - Мариам-Тамара, княжна. Была замужем за царем Картли Георгием X
  - Хварамзе, княжна
  - Вамех, князь.